# Villar de Olalla
Villar de Olalla es un municipio y localidad española de la provincia de Cuenca, en la comunidad autónoma de Castilla-La Mancha. El término municipal tiene una población de 1512 habitantes (INE 2024).

## Geografía
Integrado en la comarca de Serranía Media, se sitúa a 9 km de la capital provincial. El término municipal está atravesado por la carretera nacional N-420 entre los pK 416 y 431, además de por una carretera local que conecta con Fresneda de Altarejos. 
El relieve del municipio es irregular, propio de la serranía, suavizado por la presencia del río Júcar y su afluente el río San Martín. La conocida como sierra del Bosque (1091 m) hace de límite por el noreste con el municipio de Cuenca mientras que río Júcar marca el límite con la capital por el norte. La altitud oscila entre los 1166 m al sur (Refrentón) y los 860 m a orillas del Júcar. El pueblo se alza a 924 m sobre el nivel del mar.
| Noroeste: Abia de la Obispalía | Norte: Cuenca                             | Nordeste: Cuenca      |
| Oeste: Huerta de la Obispalía  |                                           | Este: Arcas           |
| Suroeste: Altarejos            | Sur: Fresneda de Altarejos y Valdetórtola | Sureste: Valdetórtola |

### Clima
El clima de Villar de Olalla es un clima mediterráneo-continental no muy seco, dada su alta posición sobre el nivel del mar, su proximidad a la Serranía Conquense y a La Mancha. Tiene un clima que oscila entre el mediterráneo continental y el de montaña.

### Pedanías
Las pedanías que están bajo la tutela de este municipio son: Barbalimpia y Villarejo Seco. Antiguamente también existían Ballesteros, Caballeros, La Avengozar y El Zarzoso (actualmente despoblados todos, excepto Ballesteros donde se alza la hospedería únicamente).

## Historia
Se encuentran yacimientos desde la Edad de Bronce en las cercanías de la población, en el asentamiento conocido como Los Escalones en el monte del mismo nombre en los montes del  Hocino, cercanos a la población. En un valle bajo el monte de Los Escalones se encuentra una pequeña concentración de tumbas. En un ámbito protohistórico, también se ocuparon varias localizaciones en los montes del Hocino, en la cima contigua a los escalones, así como un enterramiento tumulario cerca de la pedanía del Zarzoso.
Se tiene constancia de cierta presencia de época romana en la sierra de El Bosque, que hace frontera entre los municipios de Villar de Olalla y Cuenca. También data de esta época, algunos hallazgos en las riveras de los ríos San Martín y Júcar, tales como la posible existencia de villas, molinos, como el Molino de la Ganga, y puentes tales como el puente romano de Villar de Olalla, cuya foto se encuentra en el Museo Arqueológico de Cuenca.
Se cree que fueron los visigodos quienes crearon la población en el margen sureste del río San Martín, en el cerro de San Lorenzo. También en esta época se utilizaba a modo de necrópolis el monte cónico a la otra orilla del río que actualmente ocupa la población de Villar de Olalla y que se encuentra coronado por la iglesia.
De esta época también encontramos varias fosas excavadas en piedra en paraje conocido como "La Recorva", cercano a las orillas del río Júcar. Estas fosas tienen orientación al este. 
En la época de dominio árabe la población se mantiene en el cerro de San Lorenzo. Tras la conquista cristiana de Cuenca el feudo pertenecía a Gil Álvarez de Albornoz y a su familia, quienes participaron en la toma de Cuenca. A finales de la Edad Media se cree la población sufrió unas pestes y tuvo que cambiar su emplazamiento a la otra orilla de río San Martín, terminando por situar la población en su ubicación actual.

## Demografía
Villar de Olalla cuenta con una población de 1512 habitantes (INE 2024).
| Gráfica de evolución demográfica de Villar de Olalla entre 1842 y 2021 |
| |
| Población de derecho según los censos de población del INE Población de hecho según los censos de población del INEEntre el censo de 1981 y el anterior, crece el término del municipio porque incorpora a Barbalimpia y Villarejo Seco |

| 723                                         | 877 | 863 | 880 | 920 | 953 | 965 | 983 | 1006 | 1039 | 1061 | 1123 | 1137 | 1195 | 1246 | 1240 | 1250 | 1250 | 1356 |
| (Fuente: Instituto Nacional de Estadística) |     |     |     |     |     |     |     |      |      |      |      |      |      |      |      |      |      |      |

## Economía
La economía de Villar de Olalla se sustenta principalmente en los cultivos de los terrenos cercanos, es decir, en la agricultura. También existe tradición de pastoreo y una gran influencia de pesca fluvial.
La mayor parte de los pobladores de este pueblo trabajan fuera de este, bien en Cuenca o en otros lugares cercanos.

## Administración y política
| Periodo   | Nombre                                          | Partido |
| --------- | ----------------------------------------------- | ------- |
| 1979-1983 | Recadero Ocaña Moreno                           | PSOE    |
| 1983-1987 | Recaredo Ocaña Moreno                           | PSOE    |
| 1987-1991 | Encarnación Hidalgo                             | PP      |
| 1991-1995 | Félix Recuenco                                  | PSOE    |
| 1995-1999 | Félix Recuenco                                  | PSOE    |
| 1999-2003 | Santiago Valverde Portero                       | PSOE    |
| 2003-2007 | Santiago Valverde Portero                       | PSOE    |
| 2007-2011 | Santiago Valverde Portero                       | PSOE    |
| 2011-2015 | Santiago Valverde Portero                       | PSOE    |
| 2015-2019 | Santiago Valverde Portero                       | PSOE    |
| 2019-2023 | Santiago Valverde Portero                       | PSOE    |
| 2023-act. | Amador Pastor Noheda y Daniel Ayllón Noheda (*) | PSOE    |

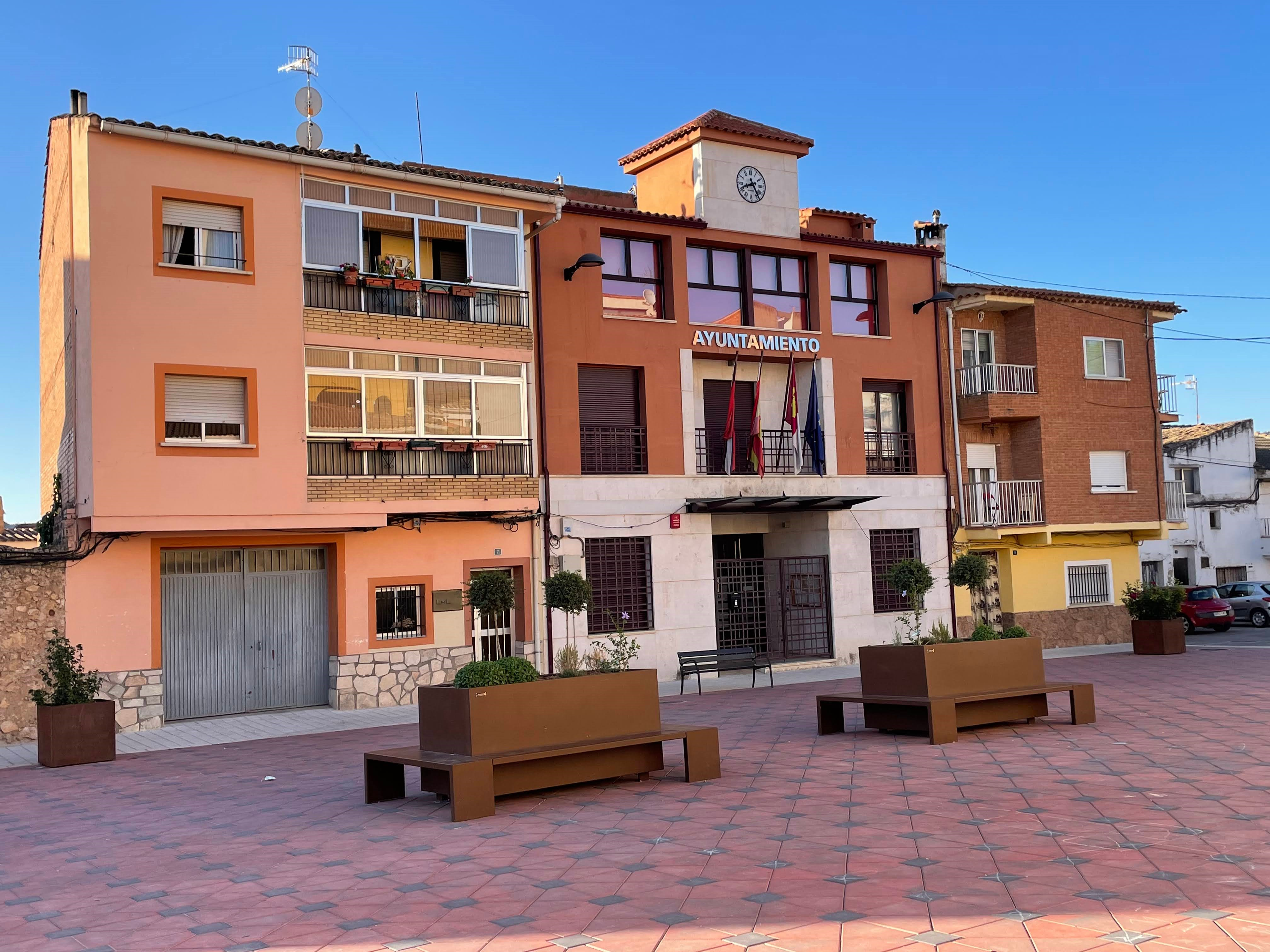
Ayuntamiento de Villar de Olalla

En las últimas elecciones municipales del 28M, los habitantes eligieron al PSOE que ganó con mayoría absoluta con 6 concejales frente a los 3 obtenidos por el Partido Popular. Aunque ganó el PSOE hay un porcentaje de independientes en este ayuntamiento. El PSOE obtuvo 540 votos (65,45%	votos) y el PP obtuvo 277 votos (33,57% votos).
(*) Daniel Ayllón Noheda relevó en el cargo de alcalde a Amador Pastor Noheda debido a que el 11 de julio de 2023 Amador Pastor Noheda fue nombrado Consejero de Educación, Cultura y Deportes de la Junta de Comunidades de Castilla-La Mancha, lo cual era incompatible con la función de alcalde.

## Patrimonio
Hay una gran variedad de monumentos en Villar de Olalla de los cuales destaca: la iglesia y la ermita.

### Iglesia
Esta iglesia se edificó alrededor del siglo XVI y se dedica a la Natividad de Nuestra Señora. Tiene planta de cruz latina. En la parte anterior del eje longitudinal se alza el coro, dicho eje está cubierto por una bóveda de cañón con arcos de refuerzo sobre pilares cruciformes. Sobre el crucero se alza una cúpula sobre pechinas. En el altar está el Cristo y un retablo de madera con cuatro esculturas.

### Ermita
La ermita se dedica a la Virgen del Villar y es una sencilla edificación en la cual se guarda la imagen de la patrona. Destaca su precioso Vía Crucis que actualmente se expone en la sacristía de la iglesia.

## Educación
- Villar de Olalla cuenta con una Escuela Infantil llamada "Patucos" en la que los niños pueden iniciar su educación, antes de empezar el colegio. Esta es municipal con gestión privada. Cuenta con instalaciones de aulas, cocina, patios, etc
- Los infantes de este pueblo estudian en el colegio rural agrupado Elena Fortún, cuenta con dos edificios, uno de ellos destinado a la educación infantil y otro para educación primaria. Además cuenta con servicio de comedor y aula.
- Los jóvenes que cursan la enseñanza secundaria obligatoria lo hacen en Cuenca capital, bien en el IES San José o en el IES Fernando Zóbel, en su mayoría. Centan con el servicio de transporte escolar para llegar a dichos centros.

## Cultura
Villar de Olalla cuenta con una biblioteca municipal que ofrece servicios de préstamo a domicilio, préstamo interbibliotecario, sala de lectura, sala infantil, sala de estudio, centro de internet, wifi gratuito, etc. Ofrece a sus usuarios un amplio programa de actividades de animación a la lectura: talleres y cuentacuentos infantiles, talleres con jóvenes de ESO, club de lectura para adultos, estrecha colaboración con el colegio, y una programación más puntual de otras actividades como narración oral, teatro y música.

## Fiestas
Las fiestas patronales de Villar de Olalla se extienden desde el 7 de septiembre al 11 de este mismo mes siendo la fiesta grande el 8 de septiembre fiesta de la Natividad de la Virgen, siendo la patrona de la localidad Nuestra Señora la Virgen del Villar. Verbenas, toros, actividades deportivas, juegos populares, juegos de mesa así como los solemnes actos religiosos son actividades que componen el programa de fiestas. Son días en los que la armonía y la fiesta convive con todos sus habitantes.

### Fiestas patronales en honor a la Virgen del Villar
Las fiestas patronales del pueblo tienen lugar del 7 al 11 de septiembre. 
El primer día de celebración se dedica a la subida de la virgen desde la ermita del pueblo hasta la iglesia.
Los días consecutivos se celebran también una gran diversidad de actos públicos y eventos tales como procesiones, espectáculos de tauromaquia, conciertos de música, actividades para el público infantil, etc.

### Cruz de mayo
En esta semana se celebra la semana cultural, que consiste en una serie de actividades relacionadas con un tema que se elige previamente en el Consejo de Participación Local.

### Carnavales
Tanto en el día de los Santos como el día de Carnaval en febrero se celebran fiestas para gusto y disfrute de los asistentes.

### Navidad
En Nochebuena, Nochevieja y en la noche de Reyes se celebran cotillones.

### Domingo del Rosario
Esta fiesta se celebra el primer domingo de octubre y la Virgen es llevada en procesión desde la iglesia a la ermita de nuevo. Al terminar se celebra tomándose todos los asistentes un chocolate con bollos.

### San Antonio
En villar de Olalla el día 13 de junio se celebra una procesión en honor a San Antonio.
Ese mismo día, en Ballesteros, pedanía de Villar de Olalla, por la tarde, se celebra una misa y procesión en honor al Santo, dando caridad, un bollo de anís, y zurra a los asistentes.

### Feria Medieval
Los dos últimos años, durante el primer fin de semana de octubre, se ha celebrado la Feria Medieval, donde se cuenta con la participación de los lugareños quienes interpretan el papel de los diferentes personajes de la vida Medieval. Los habitantes del pueblo participan en juegos de la época disfrazados y contribuyen con comida y otros productos artesanales de diferente índole. 
De esta manera se fomenta la convivencia vecinal.

### Feria Flamenca
Los últimos tres años, a primeros de mayo se ha celebrado la Feria Flamenca.

## Deporte
Los deportes más practicados en Villar de Olalla son el frontón, pádel, fútbol sala y baloncesto. También existe una gran afición al kung-fu donde este deporte ha hecho escuela ya con cerca de los 45 niños practicándolo.
En cuanto a las instalaciones deportivas se refiere, posee un polideportivo cubierto inaugurado el 19 de enero de 2009 bajo el nombre de "Polideportivo Virgen del Villar". Además de contar con esta instalación posee tres pistas exteriores: fútbol sala, pádel y frontón techado. También en las inmediaciones del polideportivo existe un pequeño parque de instalaciones dedicadas al ejercicio de los más mayores y al de los más pequeños.